# Oyo (Nigeria)
Oyo è una città della Nigeria, situata nello stato omonimo.